# Dom Inocêncio
Dom Inocêncio este un oraș în Piauí (PI), Brazilia.